# Spallumcheen
Spallumcheen est une municipalité de district située en Colombie-Britannique au Canada.

## Situation
Spallumcheen se trouve dans le district régional de North Okanagan, juste au nord du lac Okanagan et de Vernon. La cité touristique d'Armstrong y est entièrement enclavée.

## Histoire
Les premiers colons arrivent dans la région dans les années 1860 dans l'espoir de trouver de l'or, et finissent par y développer l'agriculture.

## Démographie
| 2001  | 2006  | 2011  | 2016  |
| ----- | ----- | ----- | ----- |
| 4 960 | 5 134 | 5 040 | 5 106 |

## Économie
L’économie de Spallumcheen repose sur le développement immobilier et l'agriculture. Le revenu total médian y était de 31 864 dollars canadiens par habitant en 2015.